# Depati Amir Airport
Depati Amir Airport (engelska: Pangkal Pinang Airport, indonesiska: Bandar Udara Depati Amir, javanesiska: Bandhar udhara Depati Amir) är en flygplats i Indonesien.   Den ligger i provinsen Sumatera Selatan, i den västra delen av landet, 500 km norr om huvudstaden Jakarta. Depati Amir Airport ligger 33 meter över havet. Den ligger på ön Pulau Bangka.
Terrängen runt Depati Amir Airport är huvudsakligen platt, men åt sydväst är den kuperad. Runt Depati Amir Airport är det mycket tätbefolkat, med 1 313 invånare per kvadratkilometer. Närmaste större samhälle är Pangkalpinang, 4,7 km nordväst om Depati Amir Airport. Omgivningarna runt Depati Amir Airport är en mosaik av jordbruksmark och naturlig växtlighet.